# Bodil du meilleur film américain
Le Bodil du meilleur film américain (Bodilprisen for bedste amerikanske film), est une récompense cinématographique danoise décernée chaque année depuis 1948 par la Danske Filmkritikere (da), laquelle décerne également tous les autres Bodils.

## Introduction
Depuis la première cérémonie des Bodils en 1948, les films étrangers étaient récompensés par les Bodil du meilleur film européen et meilleur film non européen, et ce, jusqu'à la création des catégories des meilleur film américain et meilleur film non américain  en 2001.

## Palmarès
Note : L'année indiquée est celle de la cérémonie, récompensant les films sortis au cours de l'année précédente.

### Années 1940
De 1948 à 2000 : Meilleur film non européen.
- 1948 : Les Plus Belles Années de notre vie de William Wyler
- 1949 : Monsieur Verdoux de Charles Chaplin

### Années 1950
- 1950 : La Fosse aux serpents de Anatole Litvak
- 1951 : Boulevard du crépuscule de Billy Wilder
- 1952 : Ève de Joseph L. Mankiewicz
- 1953 : Le train sifflera trois fois de Fred Zinnemann
- 1954 : Jules César de  Joseph L. Mankiewicz
- 1955 : Sur les quais de Elia Kazan
- 1956 : Marty de Delbert Mann
- 1957 : non décerné
- 1958 : À l'est d'Éden de Elia Kazan
- 1959 : La Chaîne de Stanley Kramer

### Années 1960
- 1960 : Douze hommes en colère de Sidney Lumet
- 1961 : La Jeune Fille de Luis Buñuel
- 1962 : Jugement à Nuremberg de Stanley Kramer
- 1963 : L'Ange exterminateur de Luis Buñuel
- 1964 : Docteur Folamour de Stanley Kubrick
- 1965 : Sept jours en mai de John Frankenheimer
- 1966 : Point limite de Sidney Lumet
- 1967 : L'Invaincu de Satyajit Ray
- 1968 : Bonnie et Clyde de Arthur Penn
- 1969 : La Complainte du sentier ? de Satyajit Ray ?

### Années 1970
- 1970 : Macadam Cowboy de John Schlesinger
- 1971 : Willie Boy de Abraham Polonsky
- 1972 : Taking Off de Miloš Forman
- 1973 : Cabaret de Bob Fosse
- 1974 : L'Épouvantail de Jerry Schatzberg
- 1975 : Chinatown de Roman Polanski
- 1976 : Vol au-dessus d'un nid de coucou de Miloš Forman
- 1977 : Nashville de Robert Altman
- 1978 : Annie Hall de Woody Allen
- 1979 : Une femme libre de Paul Mazursky

### Années 1980
- 1980 : Manhattan de Woody Allen
- 1981 : Que le spectacle commence de Bob Fosse
- 1982 : Les Quatre Saisons de Alan Alda
- 1983 : Tootsie de Sydney Pollack
- 1984 : Zelig de Woody Allen
- 1985 : L'Étoffe des héros de Philip Kaufman
- 1986 : La Rose pourpre du Caire de Woody Allen
- 1987 : Hannah et ses sœurs de Woody Allen
- 1988 : Down by Law de Jim Jarmusch
- 1989 : Gens de Dublin de John Huston

### Années 1990
- 1990 : Les Liaisons dangereuses de Stephen Frears
- 1991 : Les Affranchis de Martin Scorsese
- 1992 : Thelma et Louise de Ridley Scott
- 1993 : The Player de Robert Altman
- 1994 : Le Temps de l'innocence de Martin Scorsese and La Leçon de piano de Jane Campion
- 1995 : Short Cuts de Robert Altman
- 1996 : Smoke de Wayne Wang
- 1997 : Fargo de Joel Coen
- 1998 : L. A. Confidential de Curtis Hanson
- 1999 : Ice Storm de Ang Lee

### Années 2000
- 2000 : Une histoire vraie de David Lynch

Depuis 2001 : Meilleur film américain.
- 2001 : American Beauty de Sam Mendes
- 2002 : Le Seigneur des anneaux : La Communauté de l'anneau de Peter Jackson
- 2003 : Mulholland Drive de David Lynch
- 2004 : Bowling for Columbine de Michael Moore
- 2005 : Lost in Translation de Sofia Coppola
- 2006 : A History of Violence de David Cronenberg
- 2007 : Babel de Alejandro González Iñárritu
- 2008 : Lettres d'Iwo Jima de Clint Eastwood
- 2009 : There Will Be Blood de Paul Thomas Anderson

### Années 2010
- 2010 : Là-haut de Pete Docter
- 2011 : A Single Man de Tom Ford
- 2012 : Winter's Bone de Debra Granik
- 2013 : Martha Marcy May Marlene de Sean Durkin
- 2014 : Les Bêtes du Sud sauvage de Benh Zeitlin
- 2015 : Boyhood de Richard Linklater
- 2016 : Birdman or (The Unexpected Virtue of Ignorance) d'Alejandro González Iñárritu
- 2017 : The Revenant d'Alejandro González Iñárritu
- 2018 : La La Land de Damien Chazelle
- 2019 : The Florida Project de Sean S. Baker

### Années 2020
- 2020 : Marriage Story de Noah Baumbach
- 2021 : The Lighthouse de Robert Eggers[1],[2]